# Monumento alle vittime dell'attentato terroristico delle olimpiadi del 1972

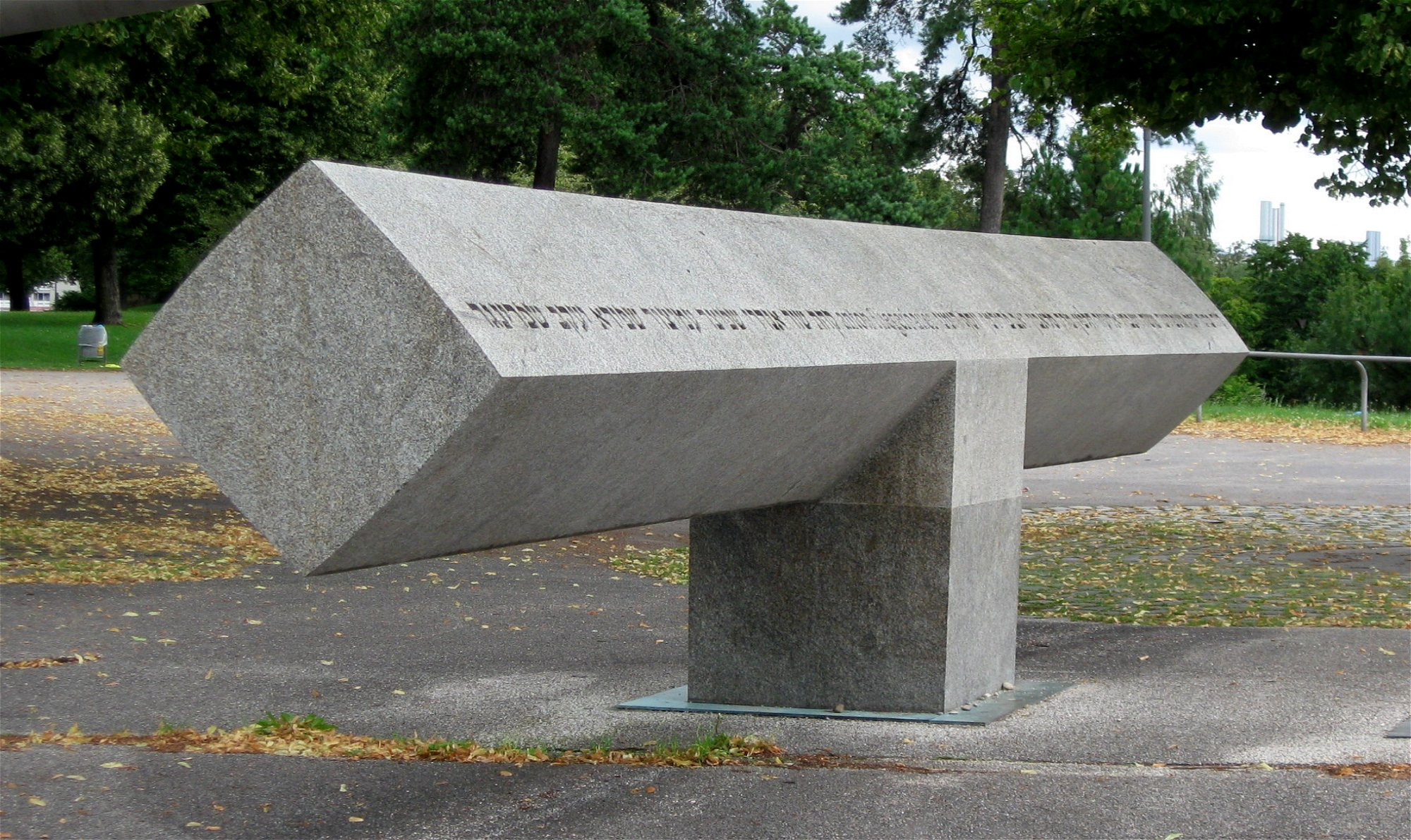
Il Monumento, 1995

Il Monumento alle vittime dell'attentato terroristico delle olimpiadi del 1972 è una scultura di Fritz Koenig allocata nell'Olympiapark di Monaco di Baviera. Fu inaugurata nel 1995.
Sulla scultura, in caratteri ebraici, i nomi dei sei atleti israeliani morti nell'attentato ed in caratteri latini il nome del poliziotto bavarese anch'egli morto nel tentativo fallito di liberazione.